# Sertula
Sertula là một chi thực vật có hoa trong họ Đậu.